# Pierre Grabar
Pierre Grabar (né le 10 septembre 1898 à Kiev et mort le 26 janvier 1986 à Paris) est un immunologiste français.
Il est une figure importante pour une génération d'immunologiste et de biochimiste. Il avait plus de deux cents collaborateurs, élèves et stagiaires de toutes les parties du monde, chose rare dans les années 1950, qu'il a accueilli dans son laboratoire depuis la fin de la Seconde Guerre mondiale.

## Biographie

### Enfance et études
Issue d'une famille très estimé, son père était conseiller à la cour de cassation de Kiev, et sa mère était née baronne Elisabeth Prittwitz.
Il commença ses études au lycée de Kiev avec grand frère André, qui deviendra professeur au Collège de France à Paris, et l'un grand spécialiste de Byzance et de l'art paléochrétien.
Lors de la révolution russe de 1917, sa famille a fui le pays pour rejoindre la France, où il obtiendra un diplôme d'ingénieur chimiste en 1924 à Lille.
Il occupa brièvement un poste de chimiste dans l'industrie, avant de préparer une licence ès Science à Strasbourg.

### Début de carrière scientifique
En 1927, il occupe le poste de chef de laboratoire à la faculté de médecine de Strasbourg et décrivit avec le clinicien Léon Blum l'Azotémie par manque de sel.
En 1931, Maurice Nicloux le choisit comme assistant : il mit alors au point la technique du fractionnement des protéines à travers des ultrafiltres en nitrocellulose de porosité définie, permettant de préciser les dimensions de protéines, toxines et virus, que devait confirmer plus tard la microscopie électronique.
En 1937-1938, il est boursier de la fondation Rockefeller, à l'Université Columbia de New York, et il y rencontra le fondateur de l'immunologie quantitative, Michael Heidelberger. C'est à son contact, qu'il trouva sa vocation pour l'immunologie, et qu'il décidera d'orienter ses travaux vers cette science toute jeune.
En 1938, à son retour à Paris, il fait carrière à l'Institut Pasteur, où il fut chef du service de chimie microbienne jusqu'à sa retraite en 1968.
En 1948, il est fortement impressionné par les travaux du physico-chimiste Arne Tiselius, qui lui vaudra le prix Nobel de chimie pour ses travaux sur l'électrophorèse des macromolécules. Pierre Grabar allait passer plusieurs années à tenter de simplifier cette méthodologie, par une modification aussi simple qu'ingénieuse, en y introduisant des anticorps.

### Création de l'analyse immuno-électrophorétique
En 1953, il réussit à combiner l'électrophorèse et l'analyse immuno-chimique en milieu gélifié, conçue par son collègue à l'Institut Pasteur, Jacques Oudin, et met au point l'analyse immuno-électrophorétique avec l'étudiant américain C. A. Williams. Cette méthode d'une extrême simplicité, et ne nécessitant aucun appareillage couteux a été adopté dans toute la planète, et est l'une des méthodes les plus utilisées encore en 2010.
Cette technique était initialement prévu pour de la recherche destiné à l'analyse de mélanges antigéniques complexes inaccessible par d'autres méthodes, elle est rapidement devenue une méthode d'analyse de routine en biologie clinique, non seulement du sérum mais aussi d'autres liquides biologiques humain. Elle s'est révélée très utile et même indispensable pour le diagnostic d'un certain nombre d'états pathologiques.
Dès les premières applications de cette méthode, notamment aux protéines du sérum humain, plus de 30 espèces moléculaires indépendantes ont été découvertes, tandis que l'électrophorèse en veine liquide ou sur papier, ne permettait d'en visualiser que 6 groupes de protéines.
C'est par cette méthodes que les cinq classes d'immunoglobines des mammifères ont été différenciés, de même que l'existence de variantes génétiques de certaines protéines sériques.
Entre 1959 et 1968, Pierre Grabar devient le directeur du Centre de recherches sur le cancer à Villejuif, grâce aux autres applications de sa technique d'analyse. Sa méthode a été appliquée à d'innombrable système antigénique, d'origine virale, bactérienne, végétale ou animale, dont sur des antigènes tissulaires dans les tumeurs et les leucémies.

### Fin de carrière
En 1966, à l'initiative de Pierre Grabar, il fait créer la Société française d'immunologie, dont il deviendra le premier président.
Ses recherches sur les anticorps l'amenaient à avoir des vues non orthodoxes sur le rôle des molécules, auxquelles il attribuait une fonction spécifique de transporteur, hypothèse contesté par nombre de ses contemporains. Cette hypothèses le conduit à envisager des auto-anticorps.
Cette notion était accueilli avec hostilité, mais Pierre Grabar défendit avec acharnement sa position. Dans les 10 dernières années de sa vie, il réussit à confirmer sa théorie par des expérimentations.

## Publications
- L'azotémie par manque de sel, Léon Blum, Pierre Grabar et Van Caulaert, ASIN : B00182W06G, 1927
- Les Globulines du sérum sanguin, Pierre Grabar, 1947
- Analyse immuno-électrophorétique : Ses applications aux liquides biologiques humains, Pierre Grabar et Pierre Burtin, 1960

## Distinctions

### Prix et récompenses
- 1958 : Prix Emil von Behring
- 1963 : Prix Gairdner[2]
- 1968 : Prix Jaffé
- 1977: Prix Robert Koch (en)

### Sociétés savantes
- 1962 : Membre de l'Académie Léopoldine dans la catégorie Microbiologie et Immunologiste[3]
- 1968 : Membre de l'Académie nationale de Médecine.

### Décorations
- Officier de la Légion d'honneur